# Babajevo
Babajevo (orosz betűkkel: Баба́ево, baskír nyelven: Бабай, tatár nyelven: Бабай) falu Oroszországban, a Baskír Köztársaságban, a Miskinói járásban.

## Népesség
- 2002-ben 283 lakosa volt, melynek 94%-a tatár.
- 2010-ben 190 lakosa volt.